# Hermann Gerhard Cordes
Hermann Gerhard Cordes (* 5. August 1825 in Dalsper; † 30. Oktober 1901 in Bremerhaven) war ein deutscher Büchsenmacher.

## Leben
Hermann Cordes, ein Sohn eines Landwirts, ging von 1846 bis 1849 in die Lehre bei einem Oldenburger Büchsenmacher. Anschließend ging er auf Wanderschaft und kam 1851 in das in Bremerhaven stationierte Marinekorps der Reichsflotte unter Konteradmiral Karl Rudolf Brommy. Nachdem diese ein Jahr später aufgelöst worden war, machte sich Cordes 1853 mit der Firma H. G. Cordes – Fabrik für Herstellung von Jagdgewehren, Geschützen zur Rettung Schiffbrüchiger, Rettungs- und Signalraketen, Signallichtern, etc. selbstständig. Er produzierte neben Handfeuerwaffen und Jagdbedarf auch Signalmittel und Feuerwerkskörper.
Cordes war ein Fabrikant von Seenotrettungsgeräten und schwenkbarer Walfangkanonen, aus denen Harpunen abgeschossen werden konnten. Er erfand u. a. Leinenwurfgeräte für die Seenotrettung, welche er ab 1869 anbot.
Cordes war einer der führenden Entwickler dieser Techniken und konnte unterschiedlichste Produkte für die See-, aber auch Landverwendung anbieten. Die Deutsche Gesellschaft zur Rettung Schiffbrüchiger, aber auch zahlreiche deutsche Reedereien und die Kaiserliche Marine setzten seine Produkte ein. Ab 1872 waren die Leinengewehre bei der DGzRS im Einsatz. Bei der Weltausstellung in Wien stellte Cordes 1873 seine Erfindungen, zwei Rettungsgeschütze und ein Handgewehr, vor.